# Windland Smith Rice
Sandra Windland "Wendy" Smith Rice (1970–Memphis, 31 de mayo de 2005) fue una fotógrafa estadounidense, conocida por su obra relacionada con la naturaleza y la fauna.

## Biografía
Rice era la primera hija de Frederick W. Smith, fundador de FedEx, cuyo primer avión, fletado en 1973, fue bautizado Wendy en su honor. 
Se graduó en la Escuela Episcopal de St. Mary de Memphis, Tennessee. Más adelante, estudió teatro en la Universidad Duke, pues pretendía desarrollar una carrera actoral en Hollywood, donde tuvo un éxito muy modesto, con dos papeles en películas pequeñas y dos apariciones en episodios de series televisivas en un espacio de tres años. En los créditos aparece en ocasiones bajo el nombre "Windlind Smith".
Se casó con Jeffrey Scott Rice, un ejecutivo empresarial, con el cual tuvo dos hijos, Mason Frederick Rice y Alden James Rice. 
Windland Smith Rice se convirtió posteriormente en una reputada fotógrafa de fauna y naturaleza, trabajando para organizaciones y empresas como Fujifilm, National Geographic y la revista Nature's Best Photography. Su obras han ganado varios premios y han sido expuestas en el Museo Nacional de Historia Natural de los Estados Unidos. Los premios internacionales de fotografía de naturaleza Windland Smith Rice (Nature’s Best Photography Windland Smith Rice International Awards) fueron llamados así en su honor.
Su empeño en trabajar con la fauna salvaje tuvo su reflejo en su participación en el consejo del Earthfire Institute, una organización "dedicada a la protección de la naturaleza a través de la creación de puentes entre humanos y animales salvajes".
Windland Smith Rice murió debido al síndrome del QT largo de tipo 2, una enfermedad que afecta típicamente a atletas (Rice era triatleta y corredora de maratón). La Clínica Mayo inauguró el Laboratorio Windland Smith Rice de la Genética de Muertes Repentinas (Windland Smith Rice Sudden Death Genomics Laboratory) para estudiar esta enfermedad y otras similares.
Tras la muerte de Windland Smith Rice, su hermana, Molly Smith, produjo la película P.S. I Love You, la cual le dedicó.
Una galería con las imágenes de Yellowstone que Rice hizo del parque nacional se expone en el Zoológico de Memphis.